# Annette Schreiber
Pour les articles homonymes, voir Schreiber.
 (avril 2016).
Si vous disposez d'ouvrages ou d'articles de référence ou si vous connaissez des sites web de qualité traitant du thème abordé ici, merci de compléter l'article en donnant les références utiles à sa vérifiabilité et en les liant à la section « Notes et références ».
Annette Schreiber, née le 22 août 1971 à Berlin, est une actrice, photographe et mannequin de nationalité allemande.

## Biographie
Annette Schreiber a commencé par des petits rôles, notamment le rôle de Annette dans la série télévisée Hélène et les Garçons. C'est quelques années plus tard, en 1996 qu'Annette intègre vraiment l'équipe d'Hélène et les Garçons en incarnant le rôle de Cynthia dans la série Le Miracle de l'amour. Elle remplace alors Nicolas dans le groupe des garçons d'Hélène, après le départ de celui-ci. En effet, le personnage de Cynthia fait partie du groupe, elle y joue de la guitare et se met très vite en couple avec Jimmy, un autre nouveau dans la Bande venu de Suède.
Annette quittera la bande au bout de la deuxième saison de la suite intitulée Les Vacances de l'amour pour revenir à l'épisode 111 avant de quitter définitivement la série. Elle tournera ensuite pour le cinéma dans Il était une fois… Jean Sebastien-Bach en (2003), Last food en (2003) également ou encore aux côtés de Michel Serrault dans Antonio Vivaldi, Un prince à Venise en (2005) sorti le 28 août 2007.
En dehors du rôle de Cynthia, Annette existe donc aussi en tant que mannequin tout en continuant de faire quelques participations en tant que comédienne. On la verra ailleurs, notamment au théâtre dans la pièce Défense d'entrée de Settimana. En 2013, elle retrouve son rôle de Cynthia dans la bande d'Hélène et revient alors dans la série Les Mystères de l'amour le temps d'un épisode.
Elle sera également chanteuse à l'occasion d'un single Nobody's Perfect. Cette chanson sera présente sur la compilation Stars TV 3 (AB Disques, 1996).

## Filmographie

### Cinéma
- 2003 : Il était une fois Jean-Sébastien Bach : Margaretha Bach
- 2006 : Antonio Vivaldi, un prince à Venise : Anna Giraud

### Télévision
- 1991 : Salut les Musclés : Greta (épisode 120 : la Malédiction)
- 1993 : Hélène et les Garçons : Annette
- 1995-1996 : Le Miracle de l'amour : Cynthia
- 1996-1997 et 2000-2001 : Les Vacances de l'amour : Cynthia
- 2006 : Capitaine Casta : Amélie a disparu
- 2013 : Les Mystères de l'amour : Cynthia